# Andrew Latimer
Andrew Latimer, född 17 maj 1949 i Guildford, Surrey, England, är en engelsk sångare, musiker och kompositör. Han spelar gitarr, flöjt och keyboard. Latimer är främst känd som en av grundarna till den brittiska progressiva rockgruppen Camel. Gruppen bildades 1971 och Latimer är den enda nuvarande medlemmen som varit med helt från start.

## Diskografi
Studioalbum med Camel
- 1973 – Camel
- 1974 – Mirage
- 1975 – The Snow Goose
- 1976 – Moonmadness
- 1977 – Rain Dances
- 1978 – Breathless
- 1979 – I Can See Your House from Here
- 1981 – Nude
- 1982 – The Single Factor
- 1984 – Stationary Traveller
- 1991 – Dust and Dreams
- 1996 – Harbour of Tears
- 1999 – Rajaz
- 2002 – A Nod and a Wink

Livealbum med Camel
- 1978 – A Live Record
- 1984 – Pressure Points
- 1992 – On the Road 1972
- 1993 – Never Let Go
- 1994 – On The Road 1982
- 1997 – On The Road 1981
- 1999 – Coming of Age
- 2000 – Gods of Light
- 2001 – The Paris Collection